# Rolla (Gervex)
Rolla is een schilderij van de Franse kunstschilder Henri Gervex uit 1878, olieverf op linnen, 175 x 220 centimeter. Het toont een scène uit een roman in verzen van Alfred de Musset, waarin de hoofdpersoon, Rolla, heimelijk zijn maîtresse verlaat. Het werk bevindt zich in de collectie van het Musée d'Orsay te Parijs.

## Mussets 'Rolla'
In de negentiende-eeuwse schilderkunst werden veelvuldig thema's ontleend aan literaire werken. Ook Gervex vond inspiratie in de boeken van tijdgenoten. Zijn schilderij Rolla is direct gebaseerd op een scène uit de gelijknamige roman in verzen van de romantische schrijver Alfred de Musset uit 1833. Het boek verhaalt in vijf hoofdstukken van de jongeman Rolla, die à la Faust zijn geluk in het leven beproeft, maar ten slotte ten onder gaat. Hij houdt van de mooie maar burgerlijk-deugdzame Marie, die een verleidelijke dubbelgangster heeft in de courtisane Marion. Rolla weet de wellust niet te weerstaan en laat zich verleiden door Marion, hoewel zij eigenlijk 'te duur' voor hem is. Uiteindelijk sterft hij aan het einde van het verhaal aan gif, gekweld en zonder hoop, in de armen van Marie.
De Musset was beroemd om zijn vrije, vaak erotisch getinte beschrijvingen van liefdesscènes. Een hoogtepunt in Rolla is dan ook de weergave in vers van de liefdesnacht, waarin de hoofdpersoon met Marion het bed deelt. De ochtend erna beschrijft hij als volgt:
Daar stond hij, bij het raam. Hij keek

Met een vermoeide, dromerige blik

Uit over de daken, naar de zon. Maar

Nu draaide hij zich weer om

naar Marie. Ze lag te slapen

Uitgeput door de liefde.,

Droomloos en diep.
Precies op dit moment legt Gervex Rolla en Marion vast in zijn schilderij.

## Afbeelding
Gervex portretteert Rolla als een dynamische jongeman, à la Musset zelf, die toen overigens al geruime tijd dood was. Hij staat naast een open raam en achter hem Parijs in de vroege ochtend. Hij kijkt om naar een hemelbed waarop een slapende schoonheid ligt: Marion, geheel naakt, haar rechterbeen een beetje opgetrokken, de linkerarm naast haar hoofd en de rechterarm langs haar lichaam. Haar gezicht is van een meisjesachtige lieflijkheid, waarmee ze tevens het verlangen van Rolla uitbeeldt naar de kuise Marie: het klassieke verhaal van de heilige en de hoer. De wandelstok tussen de kleren is te zien als een metafoor voor copulatie.
Rolla is geschilderd in een academische stijl, zoals die in die tijd nog dominant was in de Franse schilderkunst. Gervex toont in dit werk zijn grote technische perfectie, als geleerd bij Corot, met name ook in de gedetailleerde weergave van de kleding van Marion. Die kleren zijn trouwens van een ongewoon luxe weelderigheid, hetgeen erop wijst dat ze niet zomaar een prostituee is. Ook de kamer is vol luxe. Opvallend is ook de symbolische weergave van het licht. De lamp beschijnt Marion als een aureool tussen de maagdelijk witte lakens, terwijl Rolla een beetje in het halfduister blijft. Hij ziet zijn Marie weerspiegeld in Marion. Zijn schande is bijna voelbaar.
|                                               |  |  |
| Twee studies van Gervex voor Rolla, 1877-1878 |  |  |

Voor Gervex' Marion stond de bekende actrice Ellen Andrée model, die in die periode ook vaak poseerde voor Édouard Manet, en kort daarna voor Edgar Degas en Pierre-Auguste Renoir. Zij stond er echter op dat voor het gezicht van Marion iemand anders model zou staan.

## Ontvangst
In de lente van 1878 meldde Gervex drie werken ter expositie aan bij de Parijse salon: Portrait d'E. Paz, Portrait de Madame G. (Madame Gervex mère) en Rolla. Inmiddels een alom gerespecteerd schilder (hij won al eerder medailles bij de salon) werden zijn werken in eerste instantie direct geaccepteerd, maar vlak voor de tentoonstelling werd Rolla brutaal door de toelatingscommissie van de lijst geschrapt, met als motivatie dat het amoreel en schaamteloos zou zijn. Klaarblijkelijk was Gervex' weergave van de verborgen werkelijkheid van de prostitutie, net als een aantal jaren eerder Manets Olympia, te direct en te veel erotiserend.
Na de afwijzing door de salon exposeerde een verbolgen Gervex zijn Rolla vervolgens drie maanden lang in de etalage van een meubelzaak aan de Rue de la Chaussee-d’Antin, waar het vervolgens hordes mensen trok en een waar schandaal creëerde. De kranten stonden er vol van en Gervex zou er beroemd door worden. Jaren later, in een in 1924 gepubliceerd interview, zou hij zich nog herinneren hoe hij zich verkneukelde bij het zien van de 'onafgebroken processie' langs de etalage, die hij duidelijk had voorzien en gewild.